# Бельжика (горы)
Бельжика (фр. Montagnes Belgica, англ. Belgica Mountains) — горный хребет в восточной части Земли Королевы Мод в Восточной Антарктиде, в 300 км от берега моря Рисер-Ларсена.
Хребет протягивается с севера на юг на 40 км в виде отдельных вершин, возвышающихся над поверхностью ледникового щита на 100—300 м. Абсолютная высота вершин превышает 2000 м, высшая точка — гора Виктор (2590 (2588)) м. Горы сложены гнейсами и кристаллическими сланцами.
Горы были открыты в 1958 году бельгийской антарктической экспедицией и названы в честь экспедиционного корабля бельгийской антарктической экспедиции 1897—1899 годов, которую возглавлял Адриен де Жерлаш.